# Diessbach bei Büren
Diessbach bei Büren är en ort och kommun i distriktet Seeland i kantonen Bern, Schweiz. Kommunen har 1 046 invånare (2023).